# Jukkasjärvi landskommun
Jukkasjärvi landskommun var en tidigare kommun i Norrbottens län.

## Administrativ historik
När 1862 års kommunreform genomfördes i Lappland 1874 bildades Jukkasjärvi landskommun i Jukkasjärvi socken.
Den 23 december 1908 inrättades Kiruna municipalsamhälle inom kommunen.
Kiruna fick stadsrättigheter den 1 januari 1948 och hela den ytmässigt stora landskommunen ombildades därmed till Kiruna stad, samtidigt som municipalsamhället upplöstes. Kiruna blev därmed Sveriges (och världens) största stad till ytan.

## Kommunvapen
Jukkasjärvi landskommun förde inte något vapen.

## Politik

### Mandatfördelning i valen 1938-1946

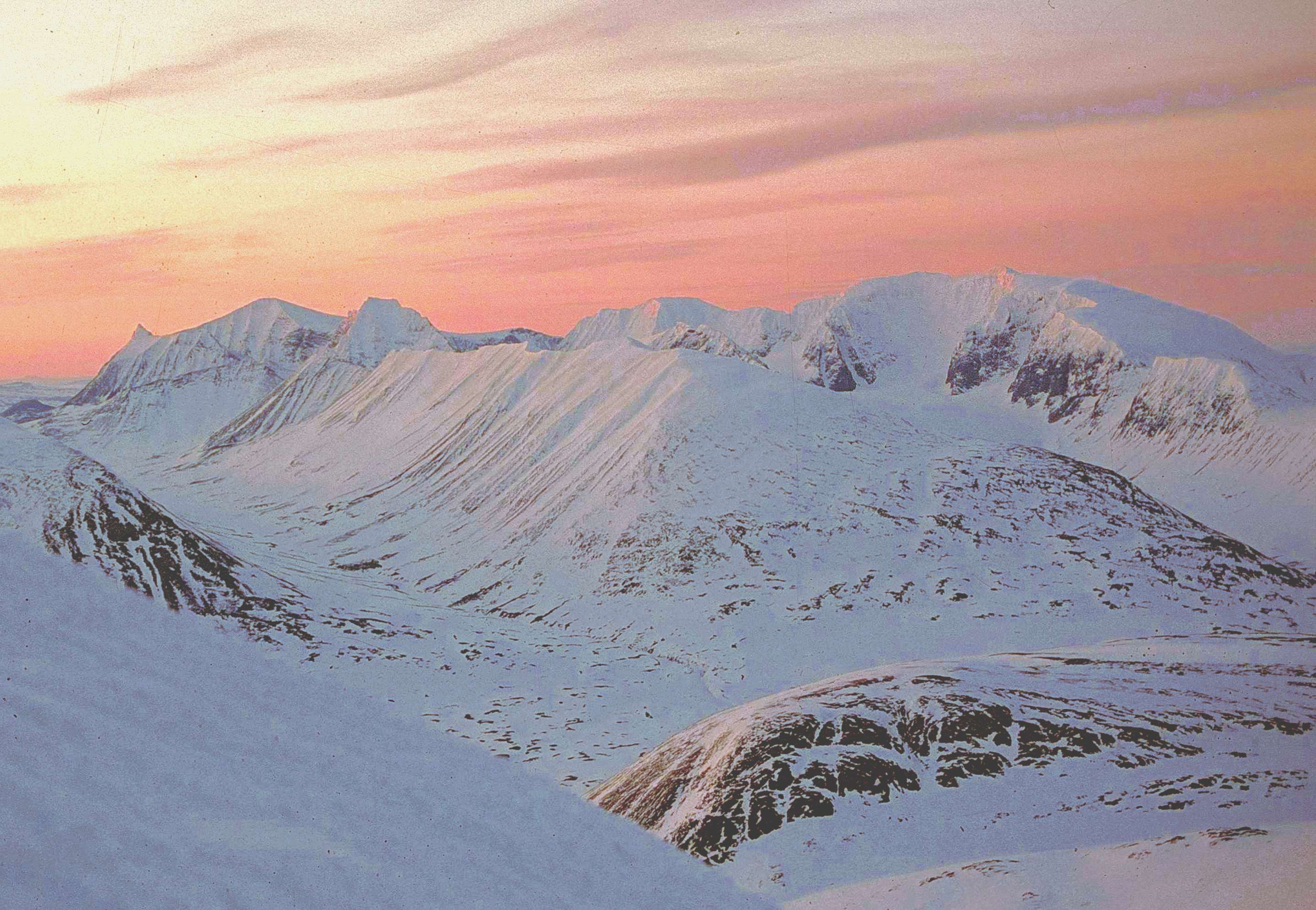
Kebnekaise, sett från bergsmassivet Sälka.

| 12 | 17 |  | 3 | 5 |

| 34 |

| 13 | 17 | 5 | 3 |

| 34 |

| 15 | 15 | 4 | 4 |

| 33 |

### Fotnoter
1. ↑  Per Andersson: Sveriges kommunindelning 1863-1993, Draking, Mjölby 1993, ISBN 91-87784-05-X, s. 99